# Mörktjärnen (Norrbärke socken, Dalarna)
Mörktjärnen är en sjö i Smedjebackens kommun i Dalarna och ingår i Norrströms huvudavrinningsområde. Sjön har en area på 0,146 kvadratkilometer och ligger 206 meter över havet. Sjön avvattnas av vattendraget Saxån. Vid provfiske har abborre, braxen, gädda och mört fångats i sjön.

## Delavrinningsområde
Mörktjärnen ingår i det delavrinningsområde (666019-147534) som SMHI kallar för Ovan 665740-147378. Medelhöjden är 248 meter över havet och ytan är 17,06 kvadratkilometer. Det finns inga avrinningsområden uppströms utan avrinningsområdet är högsta punkten. Saxån som avvattnar avrinningsområdet har biflödesordning 5, vilket innebär att vattnet flödar genom totalt 5 vattendrag innan det når havet efter 263 kilometer. Avrinningsområdet består mestadels av skog (84 procent). Avrinningsområdet har 1,12 kvadratkilometer vattenytor vilket ger det en sjöprocent på 2 procent.